# Zisterzienserinnenabtei Lieu-Dieu

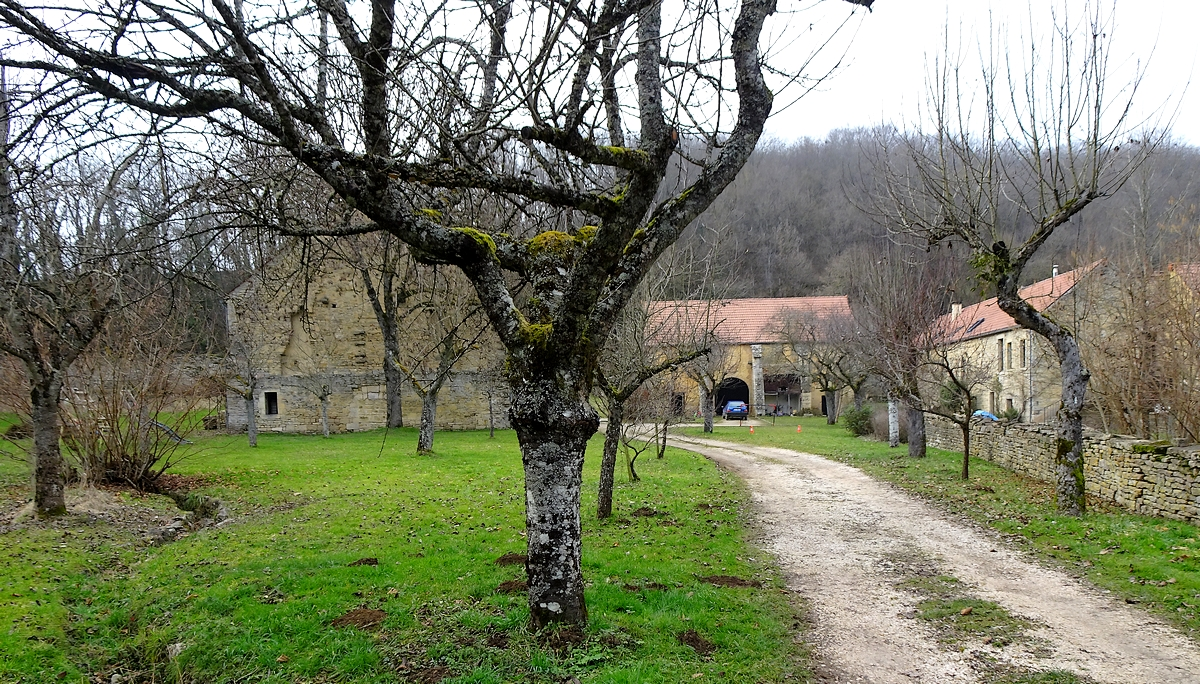
Ehemalige Zisterzienserinnenabtei Lieu-Dieu (2025)

Die Zisterzienserinnenabtei Lieu-Dieu (auch: Lieu Dieu) war von 1180 bis 1790 ein französisches Kloster der Zisterzienserinnen, zuerst in Marey-lès-Fussey, Kanton Nuits-Saint-Georges, ab 1636 in Beaune, Département Côte-d’Or, Erzbistum Dijon. Das Kloster ist nicht zu verwechseln mit der ehemaligen Zisterzienserabtei Lieudieu oder der ehemaligen Prämonstratenserabtei Lieu-Dieu in Jard-sur-Mer.

## Geschichte
Das 1180 nördlich Beaune gestiftete Nonnenkloster Lieu-Dieu („Gottesort“) war der Abtei Tart unterstellt. Bedeutendste Gönnerin war die Gemahlin des Herzogs Odo III. (Burgund), Alix von Vergy (1182–1252). Der Konvent wechselte 1636 vom ursprünglichen Standort Lieu-Dieu des Champs in Marey-lès-Fussey in die Stadt Beaune und wurde dort 1791 durch die Französische Revolution aufgelöst. Die in Marey-lès-Fussey erhaltenen wenigen Gebäudereste sind unbedeutend.